# Нвоха, Оньекачи
Оньекачи Пол Нвоха (род. 28 февраля 1983, Аба) — нигерийский футболист, последним клубом которого был «Сабах» из чемпионата Малайзии.

## Карьера
Оньекачи Нвоха начал свою карьеру в «Спидерс», затем в 2001 году он перешёл в «Эньимбу». Он играл за абскую команду в течение одного года до перехода в состав соперника «Эньимбы», «Энугу Рейнджерс». В 2003 году Нвоха был продан в тунисский топ-клуб «Этуаль дю Сахель». В том же году он сыграл свой единственный матч за молодёжную сборную Нигерии и отметился голом. В Тунисе он играл один год до перехода в «Аль-Халидж Сейхат» из Саудовской Аравии. В 2005 году Нвоха переехал в ОАЭ играть за «Аль-Айн».
В 2006 году он перешёл в «Металлист».
С января по июль 2008 года он играл в аренде за «Заря Луганск». Летом 2008 года он покинул «Металлист» и подписал контракт с «Аль-Фуджайрой» из ОАЭ.
В феврале 2012 года он покинул ОАЭ, отправившись на просмотр в стан чемпиона Малайзии, «Келантана». Всего через два дня после его прибытия ему предложили контракт, который он подписал и был официально представлен в качестве нового легионера «Келантана». Нвоха дебютировал в клубе 14 февраля 2012 года в матче против «Селангора». Контракт с футболистом был расторгнут в мае 2012 года.